# Anthony Joshua
Anthony Joshua, született Anthony Oluwafemi Olaseni Joshua (Watford, 1989. október 15. –) olimpiai bajnok, profi világbajnok brit ökölvívó. Fiatalként sokszor keveredett utcai verekedésbe, ezért 2 hétre börtönbe került, ez változtatta meg gondolkodásmódját: eldöntötte, hogy kezd valamit az életével.
Fiatalkorában kőművesként dolgozott, de kirúgták, mert sokszor nem ment dolgozni, ehelyett elment Las Vegasba egy edzőtáborba. Amikor még csak amatőr volt, akkor Joshua edzőtársa volt Tyson Fury-nek és sok pénzt keresett. 
18 évesen állt amatőr ökölvívónak, de a lemaradását hamar pótolta, hiszen 5 év múlva már olimpiai aranyérmes ökölvívó lett. Akkoriban nem nagyon voltak erős ellenfelei, könnyedén vett minden akadályt, azonban egy nap Klicsko látta, milyen könnyedén győzött (2 menet alatt), ezért kihívta maga ellen, és ez hozta meg számára a világhírt. Joshua júniusban kikapott Andy Ruiz Jr.-tól  a 7. menetben TKO-val de változtatva előző taktikáján Joshua kipontozta Ruiz-t decemberben. 2021-ben vereséget szenvedett az ukrán Usyk-tól. Így jelenlegi rekordja 23 győzelem, 2 vereség, 21Ko.

## Amatőr eredményei
A 2011-es amatőr ökölvívó-világbajnokság szupernehézsúlyú ezüstérmese, ugyanebben a súlycsoportban a 2012. évi nyári olimpiai játékok olimpiai bajnoka.

## Profi eredményei
2013-ban kezdte profi karrierjét, 2019. június elején aktuális mérlege:
- Összes küzdelem: 24
- Győzelmek: 23 (KO: 21)
- Vereség: 2

2021-ben elvesztette a bajnoki címeit Usyk ellen.